# Subaru WRX
O Subaru WRX é um sedan esportivo fabricado pela japonesa Subaru, apresentado no Salão do Automóvel de Los Angeles no final de 2013 e produzido desde 2014.
O veículo é uma variação mais potente da quarta geração do Impreza. Em relação aos modelos da quarta geração, utiliza completamente um novo para-choque dianteiro, soleiras, para-choque traseiro integrado com difusor, faróis (que foram copiados a partir do Subaru Levorg), além do aumento da distância entre eixos do veículo. Dentro do esportivo foram alterados os assentos e um conjunto de indicadores, e no topo do painel central foi adicionado um visor de LCD com navegação por GPS.